# Oltre il giardino (album)
Oltre il giardino è un album del cantautore italiano Fabio Concato, pubblicato nel 2007 da Sony BMG Music e prodotto da Claudio Dentes. I testi e le musiche dell'album sono dello stesso Concato.

## Tracce
1. Oltre il giardino
2. Sexy tango
3. Domenica bestiale
4. Voilà
5. Giulia
6. O bella bionda
7. M'innamoro davvero
8. La ballata del mostro
9. Bell'Italia
10. Zio Tom
11. 051/222525
12. Buona notte a te
13. Guido piano
14. Fiore di maggio
15. A Dean Martin
16. Ti ricordo ancora
17. Speriamo che piova
18. Troppo vento
19. Rosalina
20. Gigi

## Azzurro & Concato
Da questo album è stato tratta la raccolta Azzurro & Concato, pubblicata nel 2007. Essa contiene 10 dei brani e il ricavato è stato dato in beneficenza. L'album era usato come supporto integrativo al giornale Corriere della Sera.
I testi e le musiche sono di Fabio Concato. L'album è stato prodotto da Claudio Dentes.

### Tracce
1. 051/222525
2. Buona notte a te
3. Guido piano
4. Fiore di maggio
5. Domenica bestiale
6. Ti ricordo ancora
7. Speriamo che piova
8. Troppo vento
9. Rosalina
10. Gigi

## Classifiche
| Classifica | Posizione massima |
| ---------- | ----------------- |
| Italia     | 47                |

## Formazione
- Fabio Concato – voce, chitarra acustica
- Franco Cristaldi – basso
- Toti Panzanelli – chitarra acustica, chitarra elettrica
- Roberto Colombo – elettronica
- Livio Gianola – chitarra spagnola, basso
- Lorenzo Cino Magnaghi – tastiera, programmazione, chitarra, basso
- Flavio Premoli – fisarmonica
- Maxx Furian – batteria, percussioni
- Renato Sellani – pianoforte
- Cisco Portone – cajón, percussioni
- Franco Giaffreda – chitarra acustica, chitarra elettrica
- Marcello Benedetto Magnaghi – tastiera
- Paolo Xeres – batteria, udu, cajon
- Claudio Dentes – chitarra elettrica
- Tullio De Piscopo – batteria, percussioni
- Lucio Fabbri – violino
- Piero Salvatori – violoncello